# Маркус Персон
Маркус Алексеј Персон (швед. Markus Alexej Persson; Стокхолм, 1. јун 1979), познат и под надимком Ноч (швед. Notch), шведски је програмер, творац видео-игре Мајнкрафт и оснивач компаније Мојанг.

## Биографија
Рођен је 1979. у Стокхолму, у Шведској. Почео је програмирати игре са седам година, а прву је осмислио годину дана доцније. Након што је створио Мајнкрафт основао је Мојанг како би могао даље да га развија.

## Продаја Мојанга
Септембра 2014. године Персон је продао компанију Мојанг и права на Мајнкрафт игру компанији Мајкрософт за 2,5 милијарде долара.

## Занимљивости
- Омиљене игре су му Dungeon Master 2, Half-Life 2 и Doom.[4]
- Омиљени режисери су му Пол Томас Андерсон, Дарен Аронофски и Рој Андерсон.[4]
- Купио је најскупљу кућу икад продату на Беверли Хилсу 2014. године.[3]